# Luxemburgs voetbalelftal in 2014
Het Luxemburgs voetbalelftal speelde in totaal zeven interlands in het jaar 2014, waaronder vier wedstrijden in de kwalificatiereeks voor de EK-eindronde 2016 in Frankrijk. De ploeg stond voor het vierde jaar op rij onder leiding van oud-international Luc Holtz, die in 2010 was aangetreden als opvolger van Guy Hellers. Op de FIFA-wereldranglijst zakte Luxemburg in 2014 van de 122ste (januari 2014) naar de 128ste plaats (december 2014). Het duel tegen België werd op 5 juni onofficieel verklaard door de FIFA, nadat de wereldvoetbalbond had vastgesteld dat België zeven keer gewisseld had, daar waar zes het toegestande maximum is.

## Balans
| Wedstrijden | Wedstrijden | Wedstrijden | Wedstrijden | Doelpunten | Doelpunten | Doelpunten | Punten |
| Gespeeld    | Winst       | Gelijk      | Verlies     | Voor       | Tegen      | Saldo      | Punten |
| ----------- | ----------- | ----------- | ----------- | ---------- | ---------- | ---------- | ------ |
| 7           | 0           | 3           | 4           | 5          | 17         | –12        | 0.429  |

## Interlands
|                                                              |           |       |            |                                                                                        |
| 5 maart Vriendschappelijk № 540 «onderlinge duels» 19:00 uur | Luxemburg | 0 – 0 | Kaapverdië | Stade Josy Barthel, Luxemburg Toeschouwers: 3.885 Scheidsrechter: Bart Vertenten (BEL) |
| 5 maart Vriendschappelijk № 540 «onderlinge duels» 19:00 uur |           |       |            | Stade Josy Barthel, Luxemburg Toeschouwers: 3.885 Scheidsrechter: Bart Vertenten (BEL) |

|                                                   | |       |                      |                                                                                 |
| 26 mei Vriendschappelijk № 541 «onderlinge duels» | België                                                                                             | 5 – 1 | Luxemburg            | Cristal Arena, Genk Toeschouwers: 25.956 Scheidsrechter: Tom Harald Hagen (NOR) |
| 26 mei Vriendschappelijk № 541 «onderlinge duels» | Romelu Lukaku 3' Romelu Lukaku 23' Romelu Lukaku 54' Nacer Chadli 71' Kevin De Bruyne 90+1' (pen.) |       | 13' Aurélien Joachim | Cristal Arena, Genk Toeschouwers: 25.956 Scheidsrechter: Tom Harald Hagen (NOR) |

|                                                             |                      |       |                   |                                                                                      |
| 4 juni Vriendschappelijk № 542 «onderlinge duels» 20:45 uur | Italië               | 1 – 1 | Luxemburg         | Stadio Renato Curi, Perugia Toeschouwers: 23.000 Scheidsrechter: Damir Skomina (SLO) |
| 4 juni Vriendschappelijk № 542 «onderlinge duels» 20:45 uur | Claudio Marchisio 9' |       | 85' Maxime Chanot | Stadio Renato Curi, Perugia Toeschouwers: 23.000 Scheidsrechter: Damir Skomina (SLO) |

|                                                      |                 |       |                      |                                                                                           |
| 8 september EK-kwalificatie № 543 «onderlinge duels» | Luxemburg       | 1 – 1 | Wit-Rusland          | Stade Josy Barthel, Luxemburg Toeschouwers: 3.265 Scheidsrechter: Gediminas Mažeika (LTH) |
| 8 september EK-kwalificatie № 543 «onderlinge duels» | Lars Gerson 42' |       | 78' Stanislaw Drahun | Stade Josy Barthel, Luxemburg Toeschouwers: 3.265 Scheidsrechter: Gediminas Mažeika (LTH) |

|                                                              |                                                                                    |       |                                    |                                                                                    |
| 9 oktober EK-kwalificatie № 544 «onderlinge duels» 18:00 uur | Macedonië                                                                          | 3 – 2 | Luxemburg                          | Philip II Arena, Skopje Toeschouwers: 11.500 Scheidsrechter: Paolo Mazzoleni (ITA) |
| 9 oktober EK-kwalificatie № 544 «onderlinge duels» 18:00 uur | Aleksandar Trajkovski 20' Aleksandar Trajkovski 66' (pen.) Besart Abdurahimi 90+2' |       | 39' Stefano Bensi 44' David Turpel | Philip II Arena, Skopje Toeschouwers: 11.500 Scheidsrechter: Paolo Mazzoleni (ITA) |

|                                                               |           |                                                                  |        |                                                                                   |
| 12 oktober EK-kwalificatie № 545 «onderlinge duels» 20:45 uur | Luxemburg | 0 – 4                                                            | Spanje | Stade Josy Barthel, Luxemburg Toeschouwers: 7.800 Scheidsrechter: Paweł Gil (POL) |
| 12 oktober EK-kwalificatie № 545 «onderlinge duels» 20:45 uur |           | 27' David Silva 42' Paco Alcácer 69' Diego Costa 88' Juan Bernat |        | Stade Josy Barthel, Luxemburg Toeschouwers: 7.800 Scheidsrechter: Paweł Gil (POL) |

|                                                                |           |                                                                   |          |                                                                                            |
| 15 november EK-kwalificatie № 546 «onderlinge duels» 18:00 uur | Luxemburg | 0 – 3                                                             | Oekraïne | Stade Josy Barthel, Luxemburg Toeschouwers: 4.379 Scheidsrechter: Kristinn Jakobsson (ISL) |
| 15 november EK-kwalificatie № 546 «onderlinge duels» 18:00 uur |           | 33' Andriy Yarmolenko 53' Andriy Yarmolenko 56' Andriy Yarmolenko |          | Stade Josy Barthel, Luxemburg Toeschouwers: 4.379 Scheidsrechter: Kristinn Jakobsson (ISL) |

## FIFA-wereldranglijst
| JAN | FEB | MAR | APR | MEI | JUN | JUL | AUG | SEP | OKT | NOV | DEC |
| --- | --- | --- | --- | --- | --- | --- | --- | --- | --- | --- | --- |
| 122 | 120 | 120 | 112 | 112 | 119 | 108 | 109 | 127 | 126 | 129 | 128 |

## Statistieken
| Jonathan Joubert    | 1979-09-12 | F91 Dudelange        | 15 | 0 | 0 | 73 | 0 |
| Anthony Moris       | 1979-09-12 | Standard Luik        | 2  | 0 | 0 | 2  | 0 |
| Verdediging         |            |                      |    |   |   |    |   |
| Maxime Chanot       | 1990-01-21 | KV Kortrijk          | 6  | 0 | 1 | 8  | 1 |
| Chris Philipps      | 1994-03-08 | FC Metz              | 5  | 0 | 0 | 20 | 0 |
| Tom Schnell         | 1985-10-08 | F91 Dudelange        | 5  | 0 | 0 | 41 | 0 |
| Tom Laterza         | 1992-05-09 | CS Fola Esch         | 0  | 3 | 0 | 30 | 0 |
| Middenveld          |            |                      |    |   |   |    |   |
| Lars Krogh Gerson   | 1990-02-05 | IFK Norrköping       | 7  | 0 | 1 | 41 | 3 |
| Mathias Jänisch     | 1990-08-27 | FC Differdange 03    | 7  | 0 | 0 | 40 | 1 |
| Laurent Jans        | 1992-08-05 | CS Fola Esch         | 7  | 0 | 0 | 18 | 0 |
| Dwayn Holter        | 1995-06-15 | Greuther Fürth II    | 4  | 2 | 0 | 6  | 0 |
| Mario Mutsch        | 1984-09-03 | FC St. Gallen        | 5  | 0 | 0 | 76 | 2 |
| Christopher Martins | 1997-02-19 | Olympique Lyon B     | 4  | 0 | 0 | 4  | 0 |
| Ben Payal           | 1988-09-08 | CS Fola Esch         | 1  | 3 | 0 | 61 | 0 |
| Éric Hoffmann       | 1984-06-21 | Jeunesse Esch        | 1  | 0 | 0 | 88 | 0 |
| Aanval              |            |                      |    |   |   |    |   |
| Stefano Bensi       | 1988-08-11 | CS Fola Esch         | 6  | 0 | 1 | 25 | 4 |
| David Turpel        | 1992-10-19 | F91 Dudelange        | 4  | 3 | 1 | 13 | 1 |
| Daniel da Mota      | 1985-09-11 | F91 Dudelange        | 5  | 2 | 0 | 59 | 4 |
| Aurélien Joachim    | 1986-08-10 | CSKA Sofia           | 3  | 1 | 1 | 51 | 7 |
| Maurice Deville     | 1992-07-31 | 1. FC Kaiserslautern | 0  | 5 | 0 | 18 | 2 |
| Yannick Bastos      | 1993-05-30 | Bolton Wanderers     | 0  | 1 | 0 | 5  | 0 |
| Antonio Luisi       | 1994-10-07 | FC Differdange 03    | 0  | 1 | 0 | 6  | 0 |

FLF · A-internationals · Bondscoaches · Statistieken · Luxemburgs vrouwenelftal · Luxemburg U21 · Luxemburg U19 · Luxemburg U18 · Luxemburg U17 · Luxemburg U16
1911 – 1919 ·
1920 – 1929 ·
1930 – 1939 ·
1940 – 1949 ·
1950 – 1959 ·
1960 – 1969 ·
1970 – 1979 ·
1980 – 1989 ·
1990 – 1999 ·
2000 – 2009 ·
2010 – 2019 ·
2020 − 2029
OS 1920 · 
OS 1924 · 
OS 1928 · 
OS 1936 · 
OS 1948 · 
OS 1952
1911 · 
1912 · 
1913 · 
1914 · 
1915 · 1916 · 1917 · 1918 · 1919 · 
1920 · 
1921 · 1922 · 1923 · 
1924 · 
1925 · 1926 · 
1927 · 
1928 · 
1929 · 1930 · 1931 · 1932 · 1933 · 
1934 · 
1935 · 
1936 · 
1937 · 
1938 · 
1939 · 
1940 · 
1941 · 1942 · 1943 · 1944 · 
1945 · 
1946 · 
1947 · 
1948 · 
1949 · 
1950 · 
1952 · 
1952 · 
1953 · 
1954 · 
1955 · 
1956 · 
1957 · 
1958 · 
1959 · 
1960 · 
1961 · 
1962 · 
1963 · 
1964 · 
1965 · 
1966 · 
1967 · 
1968 · 
1969 · 
1970 · 
1971 · 
1972 · 
1973 · 
1974 · 
1975 · 
1976 · 
1977 · 
1978 · 
1979 · 
1980 · 
1981 · 
1982 · 
1983 · 
1984 · 
1985 · 
1986 · 
1987 · 
1988 · 
1989 · 
1990 · 
1991 · 
1992 · 
1993 · 
1994 · 
1995 · 
1996 · 
1997 · 
1998 · 
1999 · 
2000 · 
2001 · 
2002 · 
2003 · 
2004 · 
2005 · 
2006 · 
2007 · 
2008 · 
2009 · 
2010 · 
2011 · 
2012 · 
2013 · 
2014 · 
2015 ·
2016 ·
2017 ·
2018 ·
2019 ·
2020 ·
2021
Afghanistan ·
Albanië ·
Algerije ·
Armenië ·
Azerbeidzjan ·
België ·
Bosnië en Herzegovina ·
Brazilië ·
Bulgarije ·
Canada ·
Cyprus ·
DDR ·
Denemarken ·
(West-)Duitsland ·
Egypte ·
Engeland ·
Estland ·
Faeröer ·
Finland ·
Frankrijk ·
Gambia ·
Georgië ·
Griekenland ·
Hongarije ·
Ierland ·
IJsland ·
Israël ·
Italië ·
Japan ·
Joegoslavië ·
Kaapverdië ·
Kameroen ·
Kazachstan ·
Letland ·
Liechtenstein ·
Litouwen ·
Madagaskar ·
Malta ·
Marokko ·
Mexico ·
Moldavië ·
Montenegro ·
Myanmar ·
Nederland ·
Nigeria ·
Noord-Ierland ·
Noord-Macedonië ·
Noorwegen ·
Oekraïne ·
Oostenrijk ·
Polen ·
Portugal ·
Qatar ·
Roemenië ·
Rusland ·
San Marino ·
Saoedi-Arabië ·
Schotland ·
Senegal ·
Servië ·
Servië en Montenegro ·
Slovenië ·
Slowakije ·
Sovjet-Unie ·
Spanje ·
Thailand ·
Togo ·
Tsjechië ·
Tsjecho-Slowakije ·
Turkije ·
Uruguay ·
Verenigde Staten ·
Wales ·
Wit-Rusland ·
Zuid-Korea ·
Zweden ·
Zwitserland